# Fogars de la Selva
Fogars de la Selva – gmina w Hiszpanii, w prowincji Barcelona, w Katalonii, o powierzchni 32,28 km². W 2011 roku gmina liczyła 1529 mieszkańców.